# 6e groupe autonome d'artillerie
Pour les articles homonymes, voir 6e groupe (unité militaire).
Le 6e groupe autonome d'artillerie est une ancienne unité de l'Armée de terre française, chargée du repérage des aéronefs ennemis de 1924 à 1940.

## Historique
Créé le 1er janvier 1924 par changement de nom du 1er groupe de repérage, il est caserné à Saint-Cloud (caserne Sully), avec des éléments détachés à l'armée du Rhin. Le groupe a pour mission de repérer les avions, par détection sonore ou par trajectographie, tandis que la section cinématographique de l'Armée lui est également rattachée. Il est réorganisé en une vingtaine de batteries de repérage à la mobilisation française de 1939 puis est dissous le 1er août 1940.

## Insigne
Le groupe a porté un insigne constitué d'un écu pentagonal rouge chargé d'un grand chiffre 6 formant des écouteurs, avec en pointe des jumelles binoculaires.

## Personnalités ayant servi au6eGAA
- Albert Dubout, dessinateur, effectue son service militaire au 6e GAA en 1925-1926 et y est mobilisé en 1939[8],
- Paul Guth, écrivain, y effectue son service militaire en 1933[8],
- Jacques de Jésus, prêtre et résistant, mobilisé en 1939-1940[9].